# Estrées (Aisne)
Estrées je francouzská obec v departementu Aisne v regionu Hauts-de-France. V roce 2013 zde žilo 416 obyvatel.

## Poloha
Sousední obce jsou: Beaurevoir, Gouy, Joncourt a Nauroy.

## Vývoj počtu obyvatel
Počet obyvatel